# Археология России

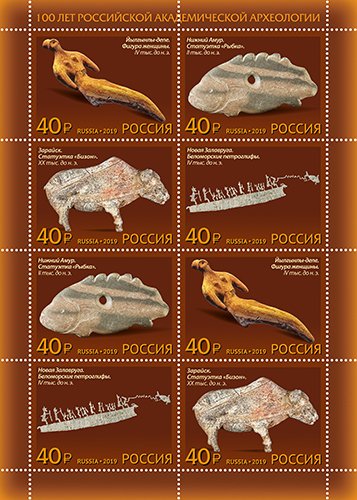
Почтовые марки России, 2019. 100 лет российской академической археологии: Йылгынлы-депе. Фигура женщины. IV тыс. до н. э.; Нижний Амур. Статуэтка «Рыбка», II тыс. до н. э.; Зарайск. Статуэтка «Бизон», XX тыс. до н. э.; Новая Залавруга. Беломорские петроглифы, IV тыс. до н. э.. Художник марок А. Московец

Археология России — история материальной культуры на территории Российской Федерации с древнейших времён до конца Средневековья (XVII век).
Первоначальное заселение территории России относится к олдувайской эпохе (начало раннего палеолита): около 2 млн лет назад архантропы (представители вида Homo erectus) мигрировали из Передней Азии на Северный Кавказ, откуда распространились в смежные районы; около 800 тыс. лет назад другая ветвь миграции через Среднюю Азию достигла Алтая. В последующую ашельскую эпоху количество стоянок древних людей увеличилось, материальная культура усложнялась, однако заселёнными оставались лишь южные районы страны. В эпоху мустье (конец раннего или средний палеолит) происходил дальнейший прогресс в изготовлении каменных орудий; это время преобладания палеоантропов — неандертальцев, с которыми в азиатской части России сосуществовал так называемый денисовский человек; обе разновидности могли скрещиваться с древнейшими Homo sapiens, известны остатки палеоантропов с сапиентными чертами. Около 40 тыс. лет назад мегаизвержение Флегрейских полей, а также супервулканов Казбек и Святая Анна вызвали эффект вулканической зимы, в условиях которой, по-видимому, произошло массовое вымирание палеоантропов.
В эпоху позднего (верхнего) палеолита территория России широко осваивается ранними представителями людей современной анатомии (Homo sapiens sapiens) — кроманьонцами.
Значительная площадь страны и особенности её природно-климатических условий обуславливают неравномерность развития отдельных частей. Богатейшую историю первобытных групп и культур, населявших современную территорию России, отражают разнообразные археологические культуры.

## Каменный век

### Палеолит

#### Нижний (ранний) палеолит
Нижний палеолит — самый ранний этап в истории человечества. Согласно использованной в этой статье двучленной периодизации палеолита, он включает три эпохи: олдувайскую, ашельскую и мустьерскую. Абсолютная датировка этих периодов неясна, но в целом древнейшие следы присутствия человека на территории России датируются временем около 2 миллионов лет назад, а окончание эпохи мустье связывают с условной датой около 35 тысяч лет назад.

##### Олдувайская эпоха

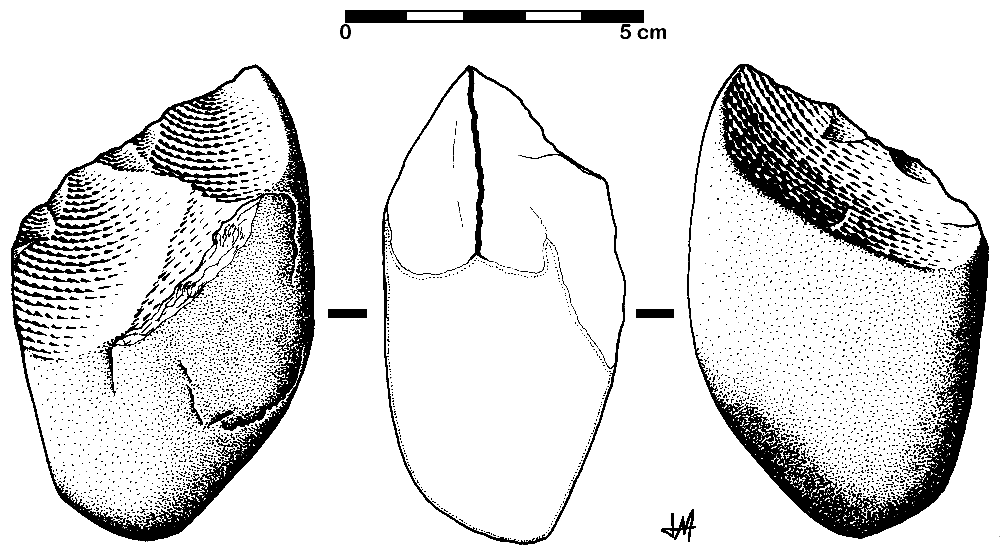
Чоппер — типичное орудие олдувайской эпохи

Территория Российской Федерации не входила в зону формирования человека, однако первоначальное её заселение началось уже в древнейшую из выделяемых эпох — олдувайскую (олдувейская, олдованская, устар. — дошелльская): около 2 млн лет назад архантропы (Homo erectus) мигрировали из Передней Азии на Северный Кавказ, откуда распространились в смежные районы; около 800 тыс. лет назад другая ветвь миграции через Среднюю Азию достигла Алтая. Олдувайские памятники обнаружены только в южной части России — прежде всего в северокавказском регионе и в Крыму, в меньшей мере — в Южной Сибири (на Алтае), гипотетически — на юге Русской равнины. Их создателями были архантропы («человек прямоходящий» Homo erectus), предки людей современного типа; при этом антропологические останки указанного времени обнаружены не на территории России, а за её пределами; ближайшие — в Грузии (дманисский гоминид). Люди того времени жили в условиях относительно тёплого климата среди лесистых саванн. Обиталищами служили стоянки, материальную культуру которых составляла примитивная галечная индустрия (чопперы, скрёбла, скребки и др) и костные останки (в том числе представителей плейстоценовой мегафауны). Зафиксированы свидетельства освоения огня. Для столь ранней эпохи не принято выделять археологические культуры.
Наиболее ранние следы присутствия человека обнаружены на территории Северного Кавказа, первоначальное заселение которого архантропами датируется временем около 2,3—2,1 млн лет назад. Заселение осуществлялось с территории Передней Азии по двум направлениям: через побережья Каспийского и Чёрного морей; соответственно выделяется две основные группы стоянок — прикаспийская (Дагестан, Ставропольской возвышенность) и таманская. Среди представительных памятников Кавказа — Синяя Балка: открытая стоянка таманской группы на скалистом мысу Богатырь, вдающимся в Азовское море; находки костей свидетельствуют об охоте местных жителей на крупных ископаемых млекопитающих — южных мамонтов/слонов (Elephas meridionalis), кавказских носорогов-эласмотериев (Elasmotherium caucasicum Boris.), в меньшей мере — лошадей Стенона. На стоянке Богатыри/Синяя балка в черепе жившего 1,5—1,2 млн л. н. кавказского эласмотерия нашли застрявшее пиковидное орудие из окварцованного доломита.
К финалу среднего виллафранка (2,1—1,97 млн л. н.) относится фрагмент плюсневой кости верблюда вида Paracamelus alutensis (№ 35676 в коллекции ЗИН РАН) со следами рубки и пиления-резания каменным орудием. Кость была найдена Н. К. Верещагиным в 1954 году в Ливенцовском карьере (местонахождение Ливенцовка) на западной окраине Ростова-на-Дону вместе с другими фаунистическими остатками в хапровской аллювиальной толще, относящейся к русловой фации палео-Дона.
Расселение архантропов с территории Северного Кавказа могло осуществляться в западном направлении — в Крым и, вероятно, далее в Европу (через северо-западный шельф Чёрного моря, долины Днестра и Дуная). В 2014 году были открыты стратифицированная олдованская стоянка Коз и многослойная олдованская стоянка Эчки-1 (около 1 млн лет назад); орудия с этих стоянок близки как артефактам со стоянки Байраки на Днестре (Молдавия), так и орудиям с эоплейстоценовых стоянок на Таманском полуострове и в Дагестане. Олдувайской эпохе мог принадлежать и ряд других памятников Южного берега Крыма в районе Ялты с архаичной галечной индустрией: Эчки-Даг, Гаспра, Артек и др..
Свидетельства олдована на Русской равнине ненадёжны; требуется целенаправленная разведка памятников этого времени.
На территории Южной Сибири (Алтая) была открыта стоянка Карама, датируемая временем около 600—800 тыс. лет назад. Галечные орудия из 12 слоя этого памятника схожи с олдувайскими находками. За пределами алтайского региона в Сибири на олдувайскую датировку претендует стоянка Диринг-Юрях (Якутия), однако столь ранний её возраст отрицается большинством исследователей.

Плейстоценовая фауна из олдувайских стоянок на территории России
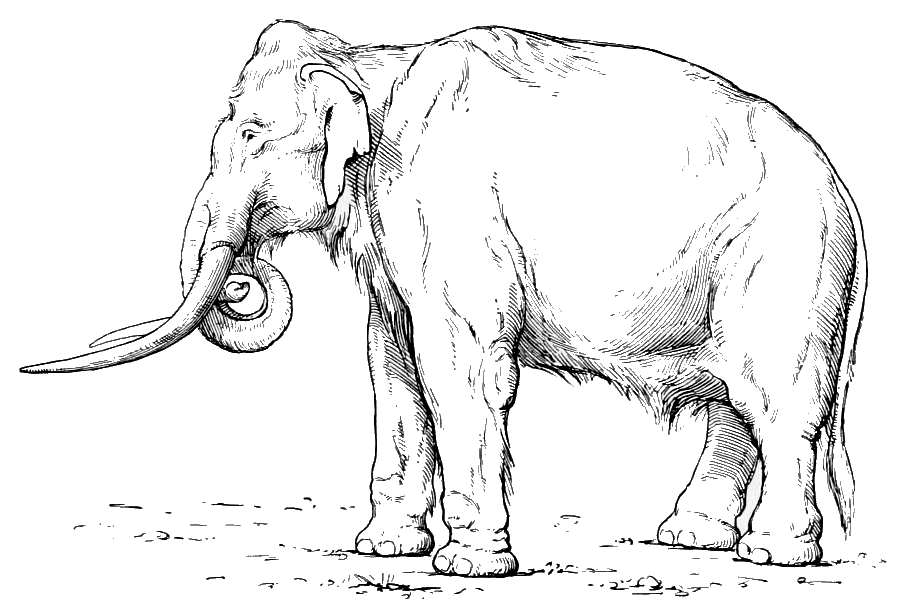
Южный мамонт
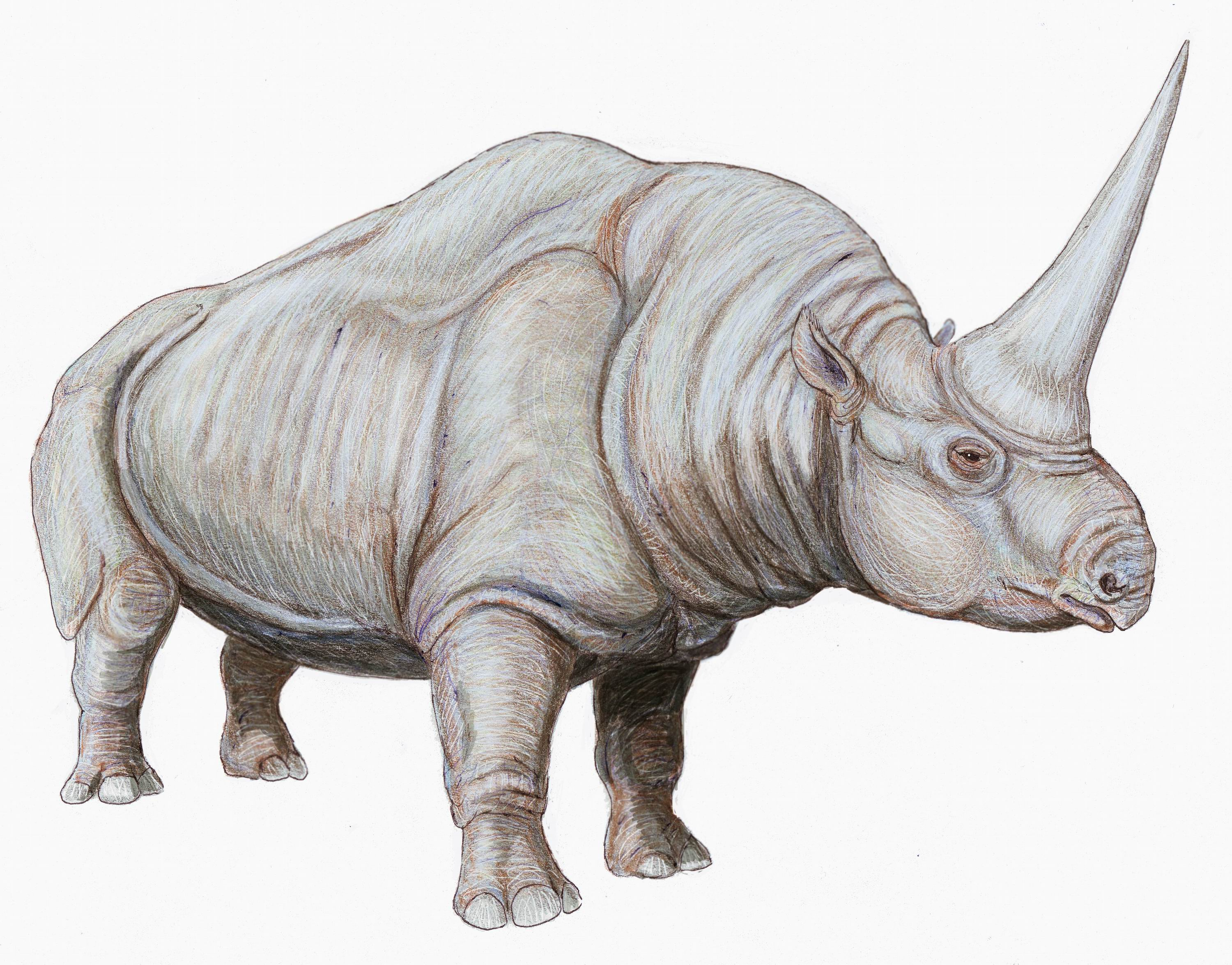
Кавказский эласмотерий
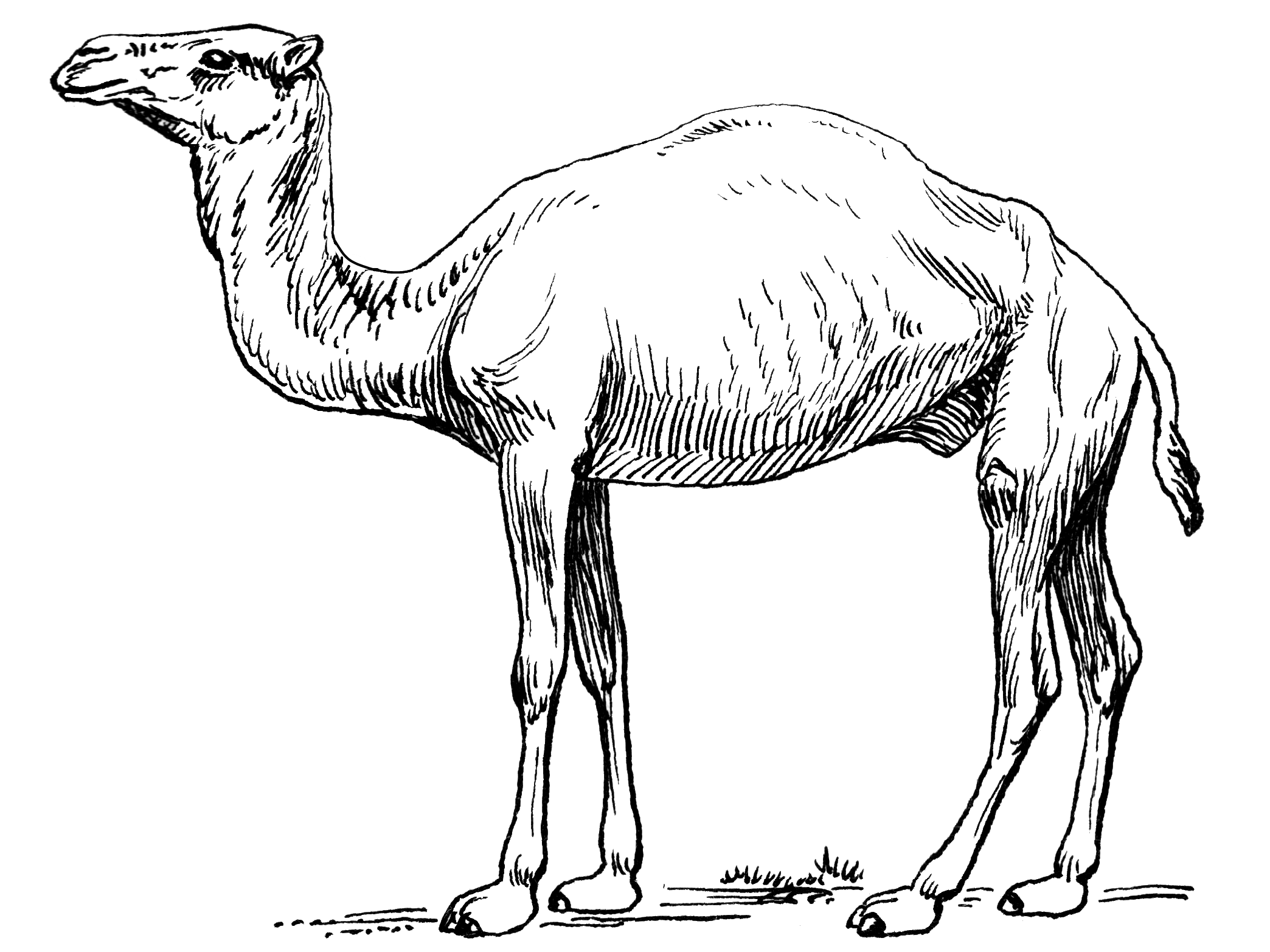
Паракамелюс

##### Ашельская эпоха

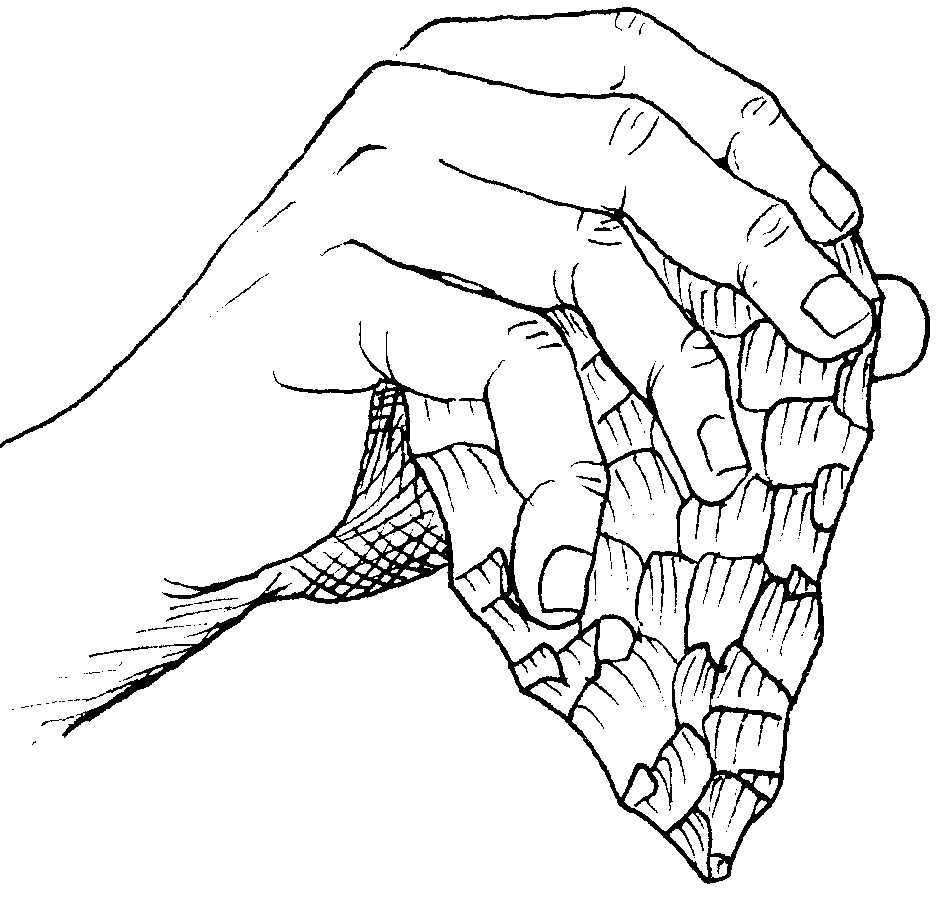
Рубило (бифа́с) — типичное орудие ашельской эпохи

Переход от олдована к последующему — ашельскому (ашёльскому) периоду — был неотчётлив и некоторые комплексы развитого олдована иногда классифицируют как раннеашельские. Как и олдован, ашель не имеет ясной абсолютной датировки. В геологическом отношении, на территории бывшего СССР ашельская эпоха условно соотносится со временем от минделя до интервала рисс-вюрм, включая, таким образом, часть раннего, средний и первую половину позднего плейстоцена. Выделяется три основных этапа в эволюции материальной культуры: ранний ашель (также шелль, аббевиль; ориентировочно соотносится с миндельским оледенением, то есть составляет часть раннего плейстоцена); средний ашель (ориентировочно соотносится с миндель-риссом и собственно риссом, то есть охватывает средний плейстоцен); поздний ашель (ориентировочно соотносится в рисс-вюрмом, то есть составляет первую половину позднего плейстоцена). В целом, материальная культура ашеля представлена грубыми орудиями, важную роль среди которых играли бифасы — ручные рубила; такие изделия использовались для изготовления охотничьих орудий из дерева, разделывания туш и обработки шкур убитых животных. Предполагается, что в ашельское время появились зачатки археологических культур, а для поздних этапов выделяется два основных ответвления в эволюции каменной индустрии — собственно ашель и клектон (позднее развившийся в тейяк). Костные останки гоминид обнаружены за пределами территории современной России, в частности — на Южном Кавказе (Азыхская пещера, Кударо I); антропологическому типу упомянутых находок присущи черты как Homo erectus (питекантроп, синантроп), так и ранних неандертальцев. Холодный климат ограничивал ареал проживания древних людей югом современной России; в европейской части страны ашельские памятники обычно не поднимаются выше 50 параллели с. ш.
Ашель на Северном Кавказе. На Кубани раннеашельским (шелльским) временем может быть датирован материал из месторождения Игнатенков Куток (возле станицы Саратовской), а также находки из Треугольной пещеры. Характерные позднеашельские изделия — миндалевидные и копьевидные бифасы — зафиксированы в материалах Среднехаджохской палеолитической мастерской и стоянок: Абадзехская, Хаджох, Шаханская. Переходный от ашеля к мустье материал выявлен на местонахождениях: Семияблоновское, Лучковское, Фарсское, Псефирское. В Дагестане комплексы с классическими ашельскими рубилами зафиксированы на памятниках: Дюбекчай, Чумус-Иниц, Дарвагчай-залив-4, Дарвагчай-карьер; при этом ряд изделий из памятников на реке Дарвагчай (таких как Чумус-Иниц и Усиша) имеют также позднеашельский облик, а техника их изготовления близка клектонской. На Ставрополье на горах Кинжал, Бык и Верблюд найдены ашельские орудия, изготовленные из роговика.
Ашель в Крыму. Памятники этого времени представлены открытыми и пещерными стоянками. Орудия ашельского облика обнаружены на памятниках: Заскальная IX, Шары I—III, Кабази II, Красный Мак, в нижних слоях стоянки Киик-Коба и др.
Ашель на Русской равнине (южная и средняя часть). Древнейший этап эволюции ашельской индустрии на территории Русской равнины представлен находками у села Герасимовка, на берегу Миусского лимана (Приазовье, недалеко от Таганрога); археологии датируют их ранним или началом среднего плейстоцена. Около десятка каменных орудий (нуклеус, скрёбла, отщепы) найдено вместе с останками древнего слона (Archidiscodon wüsti Pavl.) и грызунов тираспольского фаунистического комплекса. Следующий этап ашельской эпохи представлен материалом месторождения у хутора Хрящи в устье Северского Донца. Существование этого памятника частично совпадало с периодом максимального оледенения, на что указывают остатки холодолюбивых растений — карликовой берёзы (Betula nana) и сибирского плаунка (Selaginella sibirica); находки представлены набором из порядка 80 предметов из двух комплексов — раннего и позднего; ранний комплекс представлен архаичными изделиями, близкими к облику клектонских орудий Западной Европы; поздний — немногочисленными орудиями неясного культурного облика, предположительно — близкого находкам из соседнего месторождения у хутора Михайловское. Вопрос о продвижении древних людей в более северные области Русской равнины остаётся дискуссионным; появление ашельских стоянок в таких районах могло происходить лишь в периоды межледниковья. Ненадёжные следы ашеля на Среднерусской возвышенности представлены находками оббитых кварцитов вместе с межледниковой фауной у села Шубное Воронежской области, следами кострищ(?) у села Зорино Курской области, заготовкой ашельского копьевидного рубила у села Погребки (Курская область), находками грубых изделий у речного вокзала города Калуги и села Красностанского (под Можайском), домустьерскими местонахождениями в Неготино и Хотылёво 1 (Брянская область), заготовкой ашельского рубила из села Соломасово на верхней Оке (Тульская область).
Ашель на Южном и Среднем Урале. Древнейшая (олдованская) волна миграций, вероятно, не затронула Урал: самые ранние следы присутствия человека там датируются ашельским временем. На Южном Урале ашельские памятники группируются в районах выхода яшмы, где обустраивались рассеянные мастерские и стоянки-мастерские. Древнейший, раннеашельский тип местной индустрии представлен памятниками кызыл-яровского типа на территории Башкортостана (Кызыл-Яр 2, Улек-Хазы 6, Утюльган 7, Кызыл-Яр 4); вероятно что их создателями были выходцы с Кавказа, о чём свидетельствуют соответствующие технико-типологические параллели в материальной культуре. Следующий этап развития местной ашельской индустрии представлен памятниками карышкинского типа (Карышкино-11, Мысовая, Утюльган-8, Долина-1, Долина-11, Сибай-5б и др.), прямым культурным аналогом для которого являются памятники с тейякской индустрией во Франции. Об освоении древними людьми Среднего Урала свидетельствуют, в частности, памятники Пермского края (стоянка Ельники II, 6-й слой грота Большой Глухой и др.); их датировка точно не установлена, но предполагается связь с познеашельским временем.
Ашель в Сибири (Алтай и Прибайкалье). Ашельский материал обнаружен в южной части Сибири (Алтай), на местонахождении Улалинка (район Горно-Алтайска). Памятник открыт при обнажении берега одноимённой реки; ашельскому времени там, предположительно, соответствует россыпь галек и аморфных плоскостей в нижнем культурное слое. Домустьерским (ашельским) временем может быть датирована также часть находок из местонахождений Прибайкалья (район устья реки Белой, низовьев Иды и Осы, возможно — области Средней Ангары).
Ашель на Дальнем Востоке (Приамурье). Вопрос о времени и путях первоначального заселения территории российского Дальнего Востока недостаточно изучен. Домустьерские галечные орудия там, как будто, обнаружены в Приамурье — на стоянках Филимошки и Усть-Туу (обе на реке Зее) и на памятнике Кумары (на Амуре), однако они имеют спорную датировку. Находки маловыразительны, наиболее репрезентативный — кумарский материал — представлен чопперами, аморфными нуклеусами и другими грубыми изделиями. Особый интерес представляется находка ручного рубила у села Богородское Амурской области: орудие имеет уникальный для этого региона «классический» аббевильский облик.

##### Средний палеолит (мустье и микок)

Скульптурная реконструкция облика неандертальца по материалам грота Ла-Ферраси (Франция). Дарвиновский музей

Согласно трёхчленной периодизации палеолита, эпоха мустье соответствует средней фазе последнего (средний палеолит), согласно двучленной периодизации — является заключительным этапом нижнего палеолита. В геологическом отношении эпоха мустье совпадает с частью верхнего плейстоцена; на территории современной России ей ориентировочно соответствует интервал рисс-вюрм (микулинское межледниковье Восточной Европы) и первая половина вюрма (валдайское оледенение).
Плечевая кость палеоантропа на острове Хорошенском (Хорошенький, Хорошев), найденная в 2 м от черепной крышки близ села Алексеевка южнее Хвалынска, принадлежит палеоантропу (неандертальцы) позднеашельской или раннемустьерской эпохи. Судьба двух других находок плечевых костей пока не ясна. Микулинским же интерстадиалом датируется фрагмент правой лопатки ископаемого человека с неандерталоидным компонентом, найденный в местонахождении Шкурлат-III (Павловский район Воронежской области).

Вопрос об абсолютных датах начала эпохи остаётся нерешённым; в то время как урано-иониевая датировка карангатской (рисс-вюрмской) причерноморской террасы колеблется в пределах 91—71 тысяч лет назад, активное заселение среднепалеолитическим человеком Алтая соотносится со временем 120—50 тысяч лет назад. Окончание мустьерского вюрма может быть увязано с ориентировочной датой 35 тысяч лет назад и могло быть обусловлено последствиями масштабного суперизвержения, произошедшего около 40 тысяч лет назад. Создателями среднепалеолитической материальной культуры мустье считаются палеоантропы, которые на территории современной России представлены останками неандертальцев (Homo neanderthalensis); помимо этого, анализ генетического материала из Денисовой пещеры (на Алтае) позволил выделить особую разновидность гоминид — денисовцев, находившихся в сестринском родстве с неандертальцами. Наконец, на стоянках Староселье (Крым) и Рожок I (Приазовье) обнаружены костные останки, в морфологии которых сочетаются архаичные и сапиентные черты, а общие генетические исследования установили факт скрещивания древнейших Homo sapiens с неандертальцами и денисовцами. Природные условия эпохи менялись: если раннемустьерские памятники Европейской России соотносятся с тёплым микулинским (мгинским) межледниковьем, то позднемустьерские памятники приурочены к суровому климату начала валдайского оледенения, когда в ряде районов условия обитания приблизились к экстремальным. Несмотря на ухудшения природных условий, человек смог адаптироваться к ним и по сравнению с предшествующим периодом обитаемая зона расширилась. Однако в конце эпохи мощное суперизвержение Флегрейских полей (на Апеннинах), Казбека (на Кавказе) и Святой Анны (в Карпатах) вызвали эффект вулканической зимы, в условия которой, по-видимому, произошло массовое вымирание неандертальцев: надёжные свидетельства преемственности между соответствующими памятниками мустье и последующего времени верхнего палеолита в Европе отсутствуют. Мустьерские люди селились в пещерах и по берегам рек; материальная культура демонстрирует дальнейший прогресс приёмов обработки камня: важнейшим достижением стала техника леваллуа, благодаря которой были усовершенствованы основные типы орудий — остроконечники и скрёбла. Для мустьерской эпохи выделяется два уровня сходства материальной культуры (археологические культуры?) — низший и высший; низший тип («линии развития») объединяет территориально разобщённые, но близкие в технико-типологическом отношении индустрии (типично-мустьерская, зубчато-мустьерская и др.); высший тип объединяет территориально сопряжённые группировки одновременных памятников.

Техника леваллуа: скалывание отщепа

Мустье Северного Кавказа. На Северном Кавказе открыты как разрозненные памятники, так и два скопления — в Прикубанье и в районе Сочи (часть колхидского скопления). Наибольший интерес представляют памятники типично мустьерской губской культуры на юге Краснодарского края (пещеры: Мезмайская, Баракаевская и Монашеская, Ильская стоянка), где обнаружены остатки неандертальцев, генетически близкие обитателям Центральной Европы. Некоторые из этих останков отличаются хорошей сохранностью, а материалы из Мезмайской пещеры (датированные 60—70 и 40 тысяч лет назад) использовались в проекте расшифровки генома неандертальца. Для губской культуры характерны: сочетание дисковидно-радиальной, леваллуазской и призматической техник расщепления камня, малые размеры изделий, многочисленность скрёбел и др., при этом в индустрии Ильской стоянки присутствуют смешанные черты; исследователи также отмечают близость культуры указанных памятников восточноевропейскому микоку. Зубчато-мустьерская линия развития (на леваллуазской технической основе) представлена материалом Лысогорского местонахождения (Северная Осетия), где типология орудий во многом обуславливалась характером используемого сырья. Индустрию этого памятника составляли: зубчато-выемчатые орудия, скрёбла и единичные остроконечники; часть орудий изготовлена на фрагментах искусственно расчленённых сколов.
Мустье Крыма. Материальная культура мустьерских памятников Крыма имеет множество сходств, вследствие чего их рассматривают как части единой белогорской культуры; однако встречаются и более дробное деление (аккайская и кабазийская культуры). Наиболее выразительная группа мустьерских памятников исследована в окрестностях Белогорска, у скалы Ак-Кая (Заскальная V и Заскальная VI, Сары-Кая, Красная Балка, грот Пролом); другие важные памятники — Киик-Коба, Чокурча, Шайтан-Коба, Волчий грот, Староселье, Кабази, Холодная Балка и др. Для местной индустрии характерны специфичные формы двусторонней обработки, особенно ножи с асимметрично расположенным лезвием; помимо орудий труда находки представлены костями животных и останками неандертальцев. Указанные останки из грота Киик-Коба, вероятно, представляли древнейшее погребение: взрослый индивид ростом 155—159 см лежал на правом боку со слегка подогнутыми ногами; в качестве могильной ямы были использованы естественные неровности грота; погребение, вероятно, принадлежало женщине в возрасте около 35 лет, погибшей в расцвете сил ненасильственной смертью (по-видимому — в результате болезни); неподалёку также обнаружены останки 6—8-месячного ребёнка. Широкий резонанс получила палеоантропологическая находка из Староселья: обнаруженный там череп ребёнка имел ярко выраженные сапиентные черты.
Мустье Русской равнины. Мустьерские стоянки Русской равнины разбросаны на значительном расстоянии друг от друга, что затрудняет их изучение; среди важнейших памятников: Сухая Мечётка и Шлях (в Волгоградской области), Рожок I—II (недалеко от Таганрога) и Хотылёво (окрестности Брянска). Сухая Мечётка — стоянка на берегу одноимённой балки в долине Волги; местная материальная культура имеет как сходства с памятниками Крыма и Донбасса, так и определённое своеобразие. Для изготовления орудий труда использовались местный кремень и кварцит; основными объектами охоты были первобытный зубр, дикая лошадь, сайга и мамонт; обнаружены также следы кострищ и признаки различного использования отдельных территорий поселения. Стоянка Рожок I расположена на берегу Азовского моря, недалеко от Таганрога; её материальная культура отличается ещё большим своеобразием, хотя и не противопоставляется Сухой Мечётке, памятникам Крыма и Донбасса; главная особенность — находки концевых скребков и проколок с оформленным жальцем (более совершенные орудия, больше характерные для последующего времени); трасологический анализ показал, что часть орудий использовалась для обработки шкур, а проколки — для шитья одежды. Среди находок из Рожка I преобладают костные останки (длиннорогий бизон, дикие лошади и ослы, гигантский олень и др.); зольные пята указывают на места костров; особый интерес представляет находка второго коренного зуба палеоантропа, в морфологии которого присутствуют как архаичные, так и сапиентные черты. Местонахождение Хотылёво расположено на высокой террасе реки Десны и представляет остатки мастерской; большинство объектов — каменные изделия, находки костей единичны. Материальная культура Хотылёво отличается от упомянутых памятников Русской равнины; техника расщепления камня там представлена своеобразным леваллуазским вариантом с особыми асимметричными нуклеусами и одним снятым отщепом.
Мустье Урала. Находки мустьерских артефактов на Урале немногочисленны, однако охватывают широкий ареал. На Южном Урале в эпоху мустье была перезаселена ашельская стоянка Мысовая; в прилегающих областях орудия этого же времени обнаружены на стоянках Айдос (на реке Уфе) и Муллино. В Среднем Предуралье единичные мустьерские артефакты обнаружены на стоянке Пещерный лог (на реке Чусовая); в северной части региона мустьерский материал отмечается на стоянке Бызовая (на реке Печора). Особый интерес представляет небольшая группа находок из памятника Мамонтовая курья, расположенного за чертой Полярного круга; их культурная принадлежность не установлена, но датировка связывает её с финальным мустье или началом верхнего палеолита.
Мустье Сибири. Находки этого времени происходят из двух областей — Южной Сибири и Приангарья. Орудия леваллуа-мустьерского облика обнаружены в пещерах Алтая — Усть-Канской, Страшной, Денисовой, Чагырской, Окладникова; на территории Минусинской котловины (Хакасия) исследован грот Двуглазка; отдельные редкие находки известны из других районов Южной Сибири. В Приангарье мустьерские артефакты фиксируются в местонахождениях предшествующего времени, где идентифицируются по леваллуазской технике. На Алтае проживала крайняя восточная группа неандертальцев, (вероятно выходцев с территории современного Узбекистана), где она сосуществовала с популяцией денисовцев, истоки культуры которых прослеживаются в древнейших слоях соответствующей пещеры.
Мустье на Дальнем Востоке. Существуют предпосылки для обнаружения мустьерских памятников на Дальнем Востоке, однако на сегодняшний день находки этого времени спорадичны; к таковым в частности относится орудие мустьерского облика из стоянки Кумары (Приамурье), заселённой ещё в ашельское время.
Микокская индустрия. Особый интерес представляет материал пещер Чагырская и Окладникова, представляющий местный сибирячихинский вариант среднего палеолита Алтая. На Северо-Западном Кавказе известно 8 памятников с микокской индустрией: пещеры Мезмайская, Матузка, Монашеская, Баракаевская, Губский навес 1, стоянки открытого типа Ильская I, Ильская II и Баранаха 4.
Во время второй волны заселения неандертальцами Сибири микок был принесён из Европы в Чагырскую пещеру на Алтае. Небольшое количество микоковидных орудий найдено в пещере Окладникова. Анализ пропорций зубной ткани зуба из IV слоя стоянки Рожок I показал, что постоянный второй левый моляр принадлежал микокскому неандертальцу.
Имеющиеся данные по хронологии, экологии, технологии и типологии микокского, леваллуа-мустьерского и пластинчатого мустьерского технокомплексов Восточной Европы не позволяют предполагать их участие в сложении верхнепалеолитических индустрий.

#### Верхний (поздний) палеолит
Верхнепалеолитическое время связывается с распространением и доминированием людей современного типа (неоантроп). По крайней мере в Крыму и на Русской равнине люди современного типа, вероятно, формировались на местной, мустьерской основе. Вместе с тем, настоящее время исследователи указывают на отсутствие преемственности между памятниками неандертальцев и Homo sapiens в Европе: на перезаселение последними мустьерских стоянок, прежние обитатели которых — неандератальцы — к тому времени уже исчезли.
Самыми древними стоянками Homo sapiens на Русской равнине считаются: Костёнки, Зарайская стоянка (45—35 тыс. лет до н. э.), Сунгирь (35 тыс. лет до н. э.), Хотылёво 2 (24—21 тыс. лет до н. э.), Авдеевская стоянка (23—22 тыс. лет до н. э.), Гагаринская стоянка (22 тыс. лет до н. э.). Исследователи, относящие индустрию Сунгири к стрелецкой культуре, считают источником её генезиса среднепалеолитические индустрии восточного микока Крыма.
Самые древние рисунки в Каповой пещере на Южном Урале датируются возрастом 36,4 тыс. л. н., глиняная чашечка из зала Знаков со святилищем датируется возрастом 16—14 тыс. лет назад.
Древнейшей находкой Homo sapiens в Сибири является усть-ишимский человек (ок. 45 тыс. лет назад). Молочные зубы с Янской стоянки датируются возрастом около 31 тыс. лет назад. Возможно, к Homo sapiens относятся фрагментированные кости со стоянки Туяна (Тункинская котловина, правый берег реки Иркут) возрастом ок. 31 тыс. л. н. (каргинский интерстадиал).
В азиатской части России известны стоянки Бунге-Толля/1885 (45 тыс. л. н.), Янская (31,6 тыс. л. н.), Ачинская, Мальта́, Буреть, Буор-Хая/Орто-Стан и др.
На роге северного оленя и фрагменте трубчатой кости мамонта возрастом 45—40 тыс. лет из Кушевата (Ямало-Ненецкий автономный округ) трасологическим анализом выявлены следы антропогенного воздействия. На Таймыре следы антропогенного воздействия выявлены на костях Сопкаргинского мамонта, погибшего 45 тыс. лет назад.
Верхнепалеолитические поселения состояли из построек, нередко из костей мамонта, и обтянутых шкурами. Население вело сложную хозяйственную деятельность, одевалось в меховые одежды. Тела умерших хоронили, посыпая охрой, что свидетельствует о развитом мировоззрении.
Важные уточнения в исследования времён среднего и верхнего палеолита (археологов, антропологов, культурологов, лингвистов и других специалистов) вносят геногеографы, изучающие распространение мужских (Y-ДНК) и женских (мтДНК) гаплогрупп.

### Мезолит
В послеледниковую мезолитическую эпоху европейскую часть России заселили кроманьонцы свидерской культуры, потомками которых являлись народы бутовской (VIII—VI тыс. до н. э.) и верхневолжской культур (VI—III тыс. до н. э.). Они уже использовали лук и стрелы в качестве оружия. На поздних стадиях намечается переход к субнеолиту, поскольку они начинают осваивать керамику. Днепро-донецкая культура — переходная к земледелию восточноевропейская субнеолитическая археологическая культура 5—3-е тыс. до н. э.

### Неолит

Территория России в эпоху неолита: Культура ямочно-гребенчатой керамики (фиолетовая)

Нижние слои неолитического поселения Ракушечный Яр в Ростовской области датируются второй половиной VII тыс. до нашей эры.
В эпоху неолита леса Европейской части России заселяют монголоидные охотники льяловской и ямочно-гребенчатой культуры (4200—2000 гг. до н. э.), которых сменяет волосовская культура (2200—1500 гг. до н. э.).
В V тыс. до н. э. степи Донско-Волжского междуречья в неолите заселяют праиндоевропейские народы хвалынской культуры (родственники среднестоговской культуры). Они уже одомашнили лошадей и плавят медь. Их сменяет ямная (3600—2300 до н. э.) и срубная культуры. На востоке индоевропейские народы ещё в III тыс. до н. э. достигают территории Южной Сибири (афанасьевская культура). Важным центром индоевропейских народов становится протогород Аркаим синташтинской культуры.
На Дальнем Востоке неолитические стоянки в Приамурье датируются возрастом 15—7 тыс. лет назад (новопетровская, громатухинская, осиповская). Результаты датирования керамики громатухинской культуры показали, что она древнее керамики новопетровской культуры — 13 300—10 400 лет назад. В Приморье древнейшими памятниками с керамикой являются Черниговка (ок. 10 770 л. н.), Устиновка-3 (ок. 10 000 л. н.), Перевал (более 8300 л. н.). Керамика селемджинской культуры в Приамурье датируется возрастом 12000—10500 л. н., в Забайкалье на археологических памятниках усть-каренгской культуры древнейшая керамическая посуда датируется возрастом 12 тыс. лет назад.

## Бронзовый и железный век, раннее Средневековье
По некоторым версиям, доисторическая Россия со времён бронзового века характеризуется т. н. борьбой «финского» Леса и «арийской» Степи. С запада в места обитания племён волосовской культуры вторглись народы фатьяновской культуры (3200—2300 гг. до н. э.), а с юга — абашевской.
На найденном в Рысайкино (Самарская область) раннескифском трёхдырчатом костяном (роговом) псалии найден древнейший на сегодняшний день письменный памятник на территории России — надпись на арамейском языке, датируемая палеографическим методом, либо концом VIII века до н. э., либо 2-й четвертью VII века до н. э., когда, как считается, сформировался образ бараноптицы.
Первая культура не оставила прямых наследников, а симбиоз со второй породил городецкую культуру геродотовых фиссагетов. К северо-западу от неё сформировалась «финская» дьяковская культура, прямыми потомками которой считают исторические народы меря, мурома и весь (вепсы).
На современном уровне науки однозначные этнические привязки приведённых культур — как и любых археологических культур, особенно в регионах постоянных миграций — невозможны.
На крайнем западе России из локального варианта срубной культуры (поздняковская культура) формируется протобалтская бондарихинская культура, на основе которой складывается юхновская культура железного века (V век до н. э. — II век до н. э.), которая была распространена на территориях Брянской, Курской и Орловской областей.
Раннехорезмийские надписи, начертанные буквами арамейского письма, обнаружены на двух серебряных фиалах из погребения 6 (курган 3) в Исаковском могильнике № 1 (III—II века до н. э.) саргатской культуры близ Исаковки (Омская область). В Прохоровке (Оренбургская область) в кургане 1 (вторая половина IV—III век до н. э.) раннесарматской (прохоровской) культуры нашли две серебряных фиалы с краткими надписями на парфянском и хорезмийском языках, начертанными буквами арамейского письма. Исаковская надпись № 3 выполнена в той же технике, что и прохоровская надпись № 2.
В III—VII веках территорию от правого берега Нижней Камы до устья реки Самары, от среднего течения Суры до среднего течения реки Белой (Ульяновская и Самарская области, Татарстан) занимали племена именьковской культуры.
Мощинская культура существовала в IV—VII веках на территории Калужской, Орловской и Тульской областей. Колочинская культура существовала в V—VII веках на территории Брянской и Курской областей. Волынцевская культура существовала в VIII—IX веках на территории Курской области. Роменско-борщёвская культура славянского населения лесостепей существовала в VIII—X веках на территории Липецкой, Воронежской, Брянской, Курской и Белгородской областей.
В 950-х — первой половине 960-х годов Гнёздово подверглось военному разгрому киевскими властями, сопровождавшемуся уничтожением высшего слоя гнёздовской элиты. После разорения предгородской центр в Гнёздове был быстро восстановлен и на следующие десятилетия приходится его расцвет, фиксируемый по археологическим данным.
Все роменские городища Посемья погибли в пожарах в конце X — начале XI века.

## Комментарии
1. ↑  Предпочтение двухчленной схемы в отечественных обобщающих трудах обусловлено нечёткостью местного перехода от ашеля к мустье/среднему палеолиту — в отличие от границы между мустье и последующим периодом[1]
2. ↑  В прежних археологических работах рассматривалась как отдельная эпоха, следовавшая за олодваном (дошеллем) и предшествовавшая ашелю.
3. ↑  Предпочтение двучленной схемы в отечественных трудах часто обусловлено нечёткостью местного перехода от ашеля к мустье/среднему палеолиту — в отличие от границы между мустье и последующим периодом (Палеолит СССР, 1984, с. 9)
4. ↑  Традиционная (французская) схема связывает мустье с первой половиной вюрмского оледенения(Палеолит СССР, 1984, С. 32, 57), однако на территории Русской равнины имеется ряд памятников (Хотылёво, Сухая Мечётка и др.), где соответствующий материал соотносится с более ранним микулинским межледниковьем (соответствует интервалу рисс-вюрм) (Палеолит СССР, 1984, с. 28, 32-33, 57).
5. ↑  Это может указывать на существование уже в тот период основы для формирования местных популяций верхнепалеолитического Homo sapiens (Палеолит СССР, 1984, с 110)
6. ↑  В это время покровных ледников не существовало, а среднегодовые температуры были выше современных (Палеолит СССР, 1984, с. 24, 32).
7. ↑  Соответствующие мустье ранневюрмские отложения на территории европейской части бывшего СССР соотносятся с частью валдайского оледенения, его ранней стадией — калининским (тверским) оледенением (Палеолит СССР, 1984, с. 24, 32, 34).